# آگار (ترکمنستان)
آگار (به لاتین: Agar) یک شهرک در شرق ترکمنستان است که در استان لب آب و در نزدیکی مرز با افغانستان واقع شده است.